# Eolowie
Eolowie (gr. Aioloi) – greckie plemiona, które po 2000 p.n.e. zasiedliły środkową Grecję, posługujące się dialektem eolskim, spokrewnionym z dialektem arkado-cypryjskim (Achajowie). Eolowie, jak i inne plemiona indoeuropejskie, mówiące językiem greckim, przybyli z terenów Europy południowo-wschodniej. Eolowie osiedlili się w Beocji, Tessalii, Lokrydzie i Fokidzie, skąd zostali wyparci lub zdominowani przez Tessalów i Beotów, którzy dotarli na te obszary w trakcie inwazji Dorów ok. 1200 p.n.e. Najazd Dorów zmusił wiele plemion do szukania nowych terytoriów. Około 1130 p.n.e. część Eolów pod wodzą Penthilosa, syna Orestesa, przez wybrzeże trackie dotarła do północno-zachodnich krain Azji Mniejszej i sąsiednich wysp: Lesbos i Tenedos. Inni Eolowie założyli miasto Kyme. Eolowie wraz z Jonami byli twórcami polis – miasta-państwa.